# Prix Lars-Onsager
Ne doit pas être confondu avec Conférence et chaire Lars-Onsager.
Le prix Lars-Onsager est un prix en physique statistique théorique décerné annuellement par la Société américaine de physique. Il a été établi en 1993 par Philip Russell (en) et Marian Donnelly à la mémoire de Lars Onsager.

## Lauréats
- 1995: Michael Fisher
- 1997: Robert Kraichnan
- 1998: Leo Kadanoff
- 1999: Chen Ning Yang
- 2000: David J. Thouless, John M. Kosterlitz
- 2001: Bertrand Halperin
- 2002: Anatoly Larkin (en)
- 2003: Pierre Hohenberg (en)
- 2004: John Cardy
- 2005: Valery Pokrovsky (en)
- 2006: Rodney Baxter
- 2007: Brooks Harris (de)
- 2008: Christopher Pethick (de), Gordon Baym, Tin-Lun Ho (de)[1],[2]
- 2009: Sriram Shastry (de)
- 2010: Daniel Friedan (en), Stephen Shenker (en)
- 2011: Alexandre Belavine, Alexandre Zamolodtchikov, Alexander Polyakov[3]
- 2012: Ian Affleck
- 2013: Daniel Fisher (de), Chintan Arihant Pendharkar
- 2014: Grigory Volovik (de), Vladimir Mineev (de)
- 2015: Franz Wegner (en)
- 2016: Marc Mézard, Giorgio Parisi, Riccardo Zecchina (de)
- 2017: Natan Andrei (de), Paul Wiegmann (en)
- 2018: Subir Sachdev (en)[4]
- 2019 : Christopher Jarzynski
- 2020 : Tamás Vicsek, Yuhai Tu et John Toner[5],[6]
- 2021 : Lev Pitaevskii[7]
- 2022 : Boris Altshuler, David A. Huse et Igor Aleiner
- 2023 : Peter Hänggi
- 2024 : Jacques Prost
- 2025 : Jean-Philippe Bouchaud, Jorge Kurchan, Leticia Fernanda Cugliandolo